# Les Acteurs anonymes
Les Acteurs anonymes és una pel·lícula francesa escrita i dirigida per Benoît Cohen, estrenada el 2001.

## Argument
Julien, Gaëla, Grégoire, Eléonore, Mathieu, Bénédicte, Fabio, Alban i Marie-Sophie són ou actors que no es coneixen entre ells i que pateixen estrés per culpa de l'actuació. Es reuneixen durant quatre setmanes per desintoxicar-se en el grup "Actors Anònims", situat al centre de l'Avairon, on realitzaran diversos exercicis amb l'objectiu d'erradicar la seva addicció a la fama i a les càmeres i tornar a la vida normal.

## Repartiment
- Chantal Banlier : Chantal
- Julien Boisselier : Julien
- Bénédicte Cerruti : Bénédicte
- Mathieu Demy : Mathieu
- Marie-Sophie Ferdane : Marie-Sophie
- Alban Guitteny : Alban
- Gaëla Le Devehat : Gaëla
- Mathias Mlekuz : Mathias
- Éléonore Pourriat : Éléonore
- Grégoire Tachnakian : Grégoire
- Bruno Wacrenier : Bruno
- Fabio Zenoni : Fabio